# MICA
Die MICA (französisch Missile d’Interception, de Combat et d’Autodéfense) ist eine Kurz- und Mittelstrecken-Luft-Luft-Rakete, die ursprünglich von Matra (heute MBDA) entwickelt wurde. Sie soll die von Matra entwickelte R.550 Magic sowie die Super 530 ersetzen.

## Versionen

### MICA RF/IR
Den beiden MICA-Versionen RF und IR liegt dieselbe Rakete zugrunde, die mit unterschiedlichen Suchköpfen ausgestattet ist. Der Suchkopf der RF ist spitz zulaufend und verwendet eine Version des AD 4A (Active Anti-Air Seeker), einem aktiven Radarsuchkopf, der ursprünglich von Dassault Electronique (heute: Thales Group) entwickelt wurde. Dieser Suchkopf ist recht modular aufgebaut, er lässt sich in zehn verschiedene Baugruppen unterteilen. So kann er relativ einfach mit besseren Komponenten versehen, je nach Lenkwaffe aber auch entsprechend angepasst werden. Der AD 4A wird auch in den Meteor- und ASTER-Lenkwaffen verwendet. Wie diese besitzt er ein Keramik-Radom und arbeitet wohl auf einem Frequenzband von 12–20 GHz, auch J-Band genannt. Mit dem Radom zusammen wiegt der ganze Suchkopf etwas weniger als 12 kg.
Der Suchkopf der IR-Version verfügt über einen passiven Infrarotsensor, der vorne abgerundet und teilweise transparent ist.
Beide Versionen unterscheiden sich in der Art des Zielangriffs. Während die radargesteuerte RF-Version eine Fire-and-Forget-Rakete ist, arbeitet die infrarotgesteuerte MICA IR nach dem Lock-after-Launch-Prinzip. Diese Rakete wird abgefeuert und erst danach per HUD oder Helm-Visier einem Ziel zugewiesen, was einem potenziellen Gegner relativ wenig Vorwarnzeit für eine Reaktion gibt. Beide Versionen besitzen wiederum gemeinsam die Möglichkeit, Ziele auf kurze und mittlere Entfernung anzugreifen. Um ihre Manövrierfähigkeit auf kurze Entfernungen zu erhöhen, wurde die MICA mit einer Schubvektorsteuerung ausgerüstet. Diese Steuerung verfügt über vier kleine drehbare Strahlruder, die in X-Form im Abgasstrom positioniert sind.
Die Raketenhülle und der Radarsuchkopf werden in leicht veränderter Form auch bei der Boden-Luft-Rakete Aster verwendet.

### MICA EM/EMP
Die MICA EM entspricht der MICA RF. Die Benennung steht für électromagnétique (EM) und wird vor allem im französischen Sprachraum verwendet, er tritt jedoch gehäuft auch in internationalen Texten auf.
Die Bezeichnung EMP kennzeichnet die inaktive MICA-Variante, die bei den französischen Luftstreitkräften für Übungszwecke eingesetzt wird.

### MICA NG
Die MICA NG (Nouvelle Génération) wurde im Jahr 2018 vorgestellt. Dabei handelt es sich um eine grundlegend modernisierte Ausführung der MICA. Die Lenkwaffen verwenden einen neuen Doppelpulsmotor, welcher die Reichweite signifikant erhöhen soll. Ebenso soll die Elektronik der Lenkwaffen erneuert und verkleinert werden. Bei der MICA-RF kommt ein neuer Radarsuchkopf mit einem Active Electronically Scanned Array (AESA) zum Einsatz. Die MICA IR wird mit einem neuen bildverarbeitenden Matrix-Infrarot-Sensor ausgerüstet werden. Die Einführung dieser beiden neuen Lenkwaffentypen ist für das Jahr 2026 angedacht.

### VL MICA
Bei der VL MICA (Vertical Launch MICA) handelt es sich um die Boden-Luft-Version der MICA. Sie entspricht den Luft-Luft-Versionen, wird jedoch von festen bzw. mobilen Startstellungen (auch auf Schiffen) abgefeuert. Die mobile Landversion wurde erstmals im Februar 2000 auf der Asian Aerospace Show in Singapur der Öffentlichkeit vorgestellt. Anders als die luftgestützte MICA hat die VL nur eine Reichweite von über 20 km bei einer maximalen Höhe von ca. 10 km. Die Direction générale de l’armement gab 2005 bekannt, dass die VL MICA für alle Teilstreitkräfte der französischen Streitkräfte in Dienst gestellt werden soll. Von 2006 bis 2008 kam es zu den ersten Starts von VL MICA, zweimal auch auf Ziele in über 15 km Entfernung.

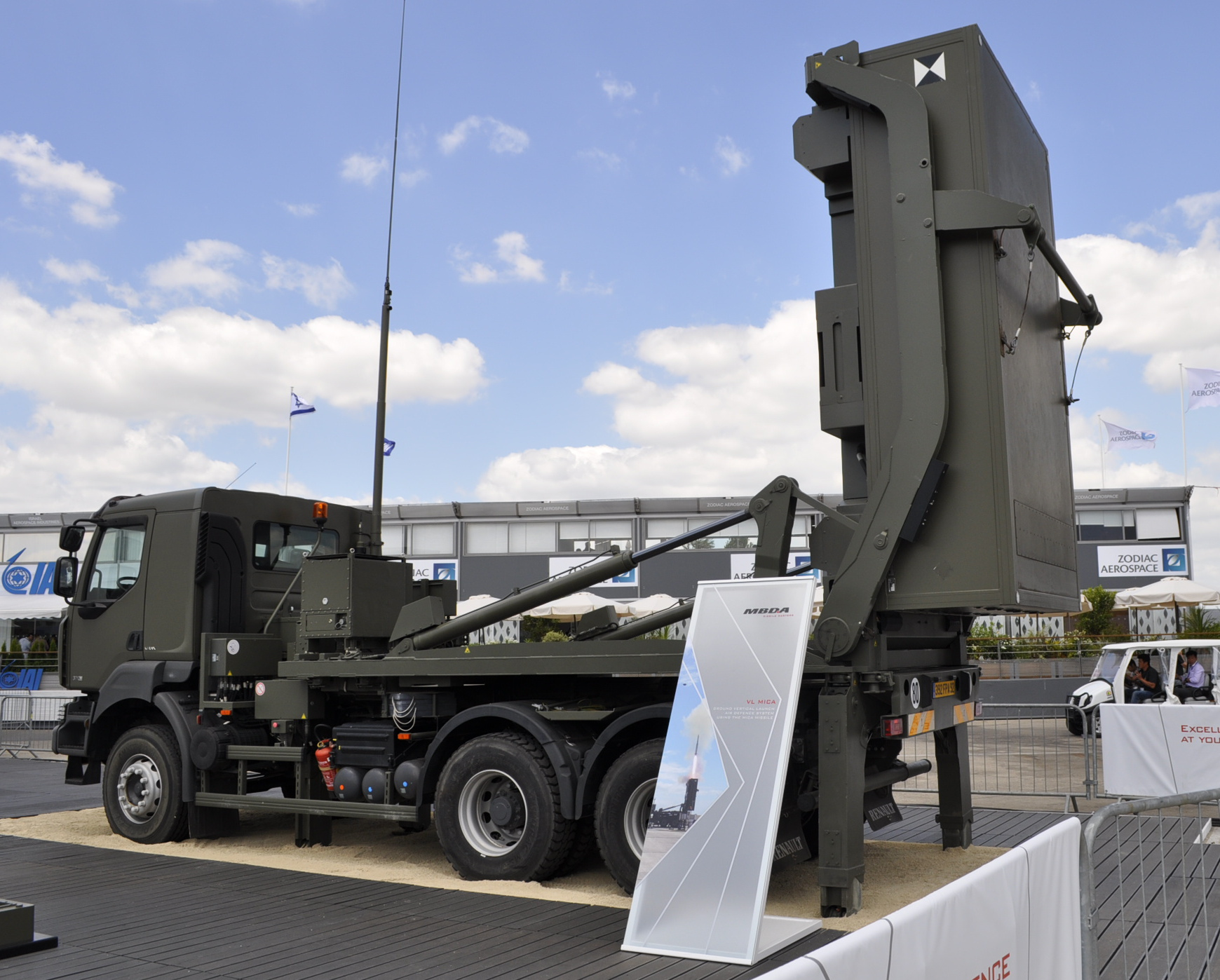
VL MICA System auf der Paris Air Show 2015

Anfang 2024 erhielt die französische Armee die ersten beiden 2023 bestellten VL-MICA-Systeme auf Mercedes-Benz-Zetros-Fahrgestell. Diese wurden zur Ausbildung und zum Schutz der Olympischen Spiele 2024 eingesetzt. Am 28. Januar 2025 veröffentlichte das französische Verteidigungsministerium eine Erklärung zur Anschaffung von acht weiteren VL Mica Systemen.
Dänemark gab am 10. Juni 2025 bekannt ein System der VL MICA zu beschaffen.
Ein VL-MICA-System besteht aus mehreren Fahrzeugen, zumeist LKW der 5-Tonnen-Klasse. Diese tragen ein 3D-Radar, eine Werferbatterie, drei bis sechs MICA sowie einen Kommandocontainer.

### MICASRAAM
Die MICASRAAM ist ein Konkurrenzmodell zur AIM-132 ASRAAM, das von GEC Marconi (UK) und Matra ab 1990 entwickelt wurde. Sie ist eine Kurzstrecken-MICA mit einem von GEC Marconi entwickelten Infrarotsuchkopf. Sie sollte nur ein Drittel einer normalen MICA kosten und bereits 1995 in Dienst gestellt werden. Da beide Firmen in verschiedene Bereiche aufgespalten und in BAE Systems und MBDA aufgegangen sind, ist davon auszugehen, dass die MICASRAAM nicht mehr weiterentwickelt wird.

## Einsatzstaaten
Nach Aussage von MBDA (Stand 09/2011) wurden bereits über 3000 MICA in sieben verschiedene Staaten verkauft, davon alleine über 1000 MICA RF.
- Ägypten – 250 MICA-RF/IR für Rafale sowie VL-MICA für die Korvetten der Gowind-Klasse.[8]
- Botswana – 1 VL-MICA-System mit 50 Lenkwaffen.[8]
- Frankreich – unbekannte Anzahl für Mirage 2000 und Rafale.[8] 10 VL-MICA-Systeme.[9]
- Griechenland – 200 MICA-RF/IR und 100 MICA-IR.[8]
- Indien – 843 MICA-RF/IR für Mirage 2000 und Rafale.[8]
- Indonesien – 40 VL-MICA auf den Fregatten der Martadinata -Klasse.[8]
- Katar – 100 MICA-RF für die Mirage 2000-5EDA sowie 30 VL-MICA für die Korvetten der Fincantieri-700-Klasse.
- Kroatien – unbekannte Anzahl für Rafale.[8]
- Malaysia – unbekannte Anzahl VL-MICA für die Korvetten der Gowind-Klasse.[8]
- Marokko – 100 MICA für Mirage F1 und 50 VL-MICA für die drei Schiffe der Sigma-Klasse, die über zwölf Werfer verfügt.[8]
- Oman – 110 VL-MICA für die Korvetten der Khareef-Klasse, die jeweils zwölf Werfer haben.[8][10]
- Saudi-Arabien – 8 VL-MICA-Systeme mit 150 Lenkwaffen.[8]
- Singapur – 5 VL-MICA-Systeme mit 250 Lenkwaffen.[8]
- Taiwan – 960 MICA-RF für Mirage 2000-5.[8]
- Thailand – 1 VL-MICA-System mit 50 Lenkwaffen.[8]
- Vereinigte Arabische Emirate – 500 für Mirage 2000-9/9D sowie 20 VL-MICA für die Korvetten der Falaj-2-Klasse.[8]
- Dänemark 1 VL-MICA-System.[11]

## Vergleichbare Systeme
Obwohl nicht wirklich vergleichbar, gibt es einige Luft-Luft-Raketen, die zumindest in einigen Bereichen der MICA sehr ähnlich sind.
- AIM-120 AMRAAM
- AIM-9X
- IRIS-T
- Python 5
- V3E A-Darter